# 莱奥诺尔·佩吕
莱奥诺尔·西蒙娜·伊冯娜·佩吕（法語：Léonore Simone Yvonne Perrus；1984年4月22日—）是一名法国女子击剑运动员。她参加了2004年、2008年和2012年夏季奥林匹克运动会的佩剑比赛项目。

## 荣誉
勋章
- 法国国家功绩勋章：2014年[1]